# I Love It (пісня Каньє Веста та Lil Pump)
«I Love It» — пісня американських реп-виконавців Каньє Веста та Lil Pump. Трек також містить вокал американського комедійної акторки Адель Ґівенс, яку запросили у ролі гостьового виконавця. Продюсуванням пісні займалися: Каньє Вест, діджей Кларк Кент, CBMix та Ронні Дж. Над текстом пісні працювали Вест, Lil Pump та американський репер Smokepurpp. Прем'єра треку відбулася на церемонії нагородження премії Pornhub 2018. Пісня «I Love It» сягнула першої сходинки в Канаді, а також потрапила у першу десятку хіт-парадів Австралії, Великої Британії та США.

## Підґрунтя
Каньє Вест обіймав посаду креативного директора на церемонії нагородження премії «Pornhub», яка відбулася 6 вересня 2018 року. Після спільного виступу з Таяною Тейлор, виконавець також презентував свій новий відеокліп «I Love It», записаний за участі репера Lil Pump'а.

## Обкладинка
Над обкладинкою синглу працював Шаді Аль-Аталла, який також створив обкладинку для попереднього синглу Каньє Веста — «XTCY». Окрім того, Вест попросив Аль-Аталла використати кольорову гамму, яка притаманна для американського митця Керрі Джеймса Маршала.

## Контроверсійні ситуації
13 вересня 2018 року Девід Моралес звинуватив Веста у використанні басової доріжки з його пісні-ремікса 1991 року «What Is This Thing Called Love». 18 вересня 2018 року Ембер Роуз, колишня дівчина Веста, опублікувала пост на своїй сторінці в Instagram'і, де звинуватила виконавців у використанні стилю руху за права жінок «Марш шльондр» (англ. SlutWalk) без зазначення джерела свого натхнення.

## Відеокліп
Презентація відеокліпу відбулася на церемонії нагородження премії «Pornhub» 2018 року. Для зйомки кліпу Вест та Ліл Памп одягли велетенські прямокутні костюми та стали схожими на персонажів відеогри «Roblox», які йдуть по коридору, по обидві сторони якого в нішах розташовані скульптури оголених жінок. Крісло виконавчого продюсера зайняв Спайк Джонс, а режисера — Вест та Аманда Адельсон.

## Чарти
| Хіт-паради (2018)               | Сходинка |
| ------------------------------- | -------- |
| Australia (ARIA)                | 7        |
| Denmark (Tracklisten)           | 6        |
| Ireland (IRMA)                  | 3        |
| Italy (FIMI)                    | 19       |
| New Zealand (Recorded Music NZ) | 1        |
| Norway (VG-lista)               | 7        |
| Spain (PROMUSICAE)              | 58       |
| Sweden (Sverigetopplistan)      | 6        |